# Arthur Murphy
Arthur William Murphy (17 de novembro de 1891 – 21 de abril de 1963) foi um engenheiro e aviador australiano na Real Força Aérea Australiana (RAAF). Acompanhado por Henry Wrigley, efetuou o primeiro voo transcontinental na Austrália, entre Melbourne e Darwin, em 1919, um feito que fez com que ambos fossem condecorados com a Cruz da Força Aérea. Murphy mais tarde desempenhou um papel importante na produção e manutenção de aeronaves militares.
Veterano da Primeira Guerra Mundial, serviu primeiro como mecânico e depois como piloto no Australian Flying Corps (AFC). Durante a guerra, voou no Médio Oriente pelo Esquadrão N.º 1 e foi condecorado com a Cruz de Voo Distinto. Murphy foi um dos primeiros militares da RAAF quando esta foi criada, tendo chegado ao posto de comodoro durante a Segunda Guerra Mundial, comandando o Depósito de Aeronaves N.º 1 e, depois, o Grupo N.º 4. Foi também o primeiro Inspetor de Acidentes Aéreos do ramo. Retirou-se da vida militar em 1946, e morreu em 1963 com setenta e um anos.

## Juventude e Primeira Guerra Mundial

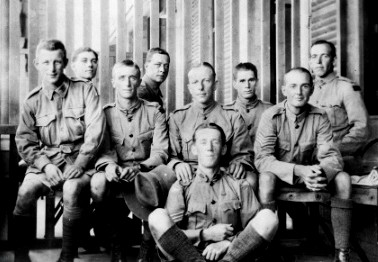
Tenente Murphy (primeiro à esquerda) com outros pilotos do Australian Flying Corps, Médio Oriente, 1918

Murphy nasceu no dia 17 de novembro de 1891 em Kew, um subúrbio de Melbourne. Filho de Charles Hubert Murphy, um engenheiro, e de sua esposa Mary, recebeu educação na Escola Secundária de Melbourne e na Escola Técnica de Footscray, e tornou-se aprendiz em engenharia. Empregado em várias firmas de engenharia, Murphy juntou-se ao Exército Australiano em 1914 e recebeu formação para se tornar mecânico aeronáutico. Em fevereiro de 1916 subiu até à categoria de sargentos e voluntariou-se para a Força Imperial Australiana para servir além-mar. Transferido para o Australian Flying Corps, Murphy foi colocado no Esquadrão N.º 1—conhecido até 1918 por Esquadrão N.º 67 do Real Corpo Aéreo (AFC)—como warrant officer. No dia 16 de março saiu de Melbourne a bordo do HMAT A67 Orsova, em direção ao Egipto.
Inicialmente colocado no deserto do Sinai e na Palestina, Murphy era responsável pela manutenção das aeronaves do Esquadrão N.º 1; o seu desempenho de serviço fez com que fosse louvado pelos seus superiores em 1917. Depois de ser louvado, começou a treinar com o AFC no Egipto para se tornar um piloto, obtendo uma comissão temporária como Segundo-tenente no dia 24 de outubro. Antes de regressar ao Esquadrão N.º 1 na Palestina, efetuou vários voos com o AFC. Durante 1918, Murphy efetuou missões de combate na Jordânia. No dia 12 de agosto, ele e o seu observador foram selecionados para se juntarem ao exército irregular árabe do coronel T. E. Lawrence, em Hejaz, providenciando cobertura e reconhecimento aéreo. No decorrer desta campanha, Murphy abateu dois aviões inimigos, desempenho que lhe valeu uma Cruz de Voo Distinto.

## Período entre guerras

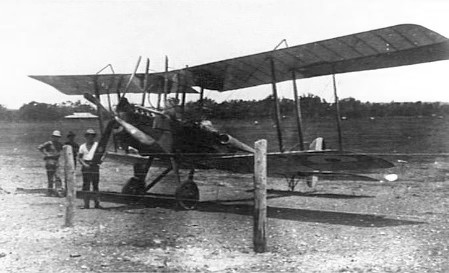
B.E.2 pilotado por Murphy e Wrigley na sua viagem pioneira pela Austrália em 1919

A comissão temporária de Murphy terminou após a guerra e ele voltou ao posto de sargento para permanecer no Exército, regressando à Austrália no dia 5 de março de 1919. Mais tarde naquele ano, ele participou no primeiro voo transcontinental pela Austrália, de Melbourne a Darwin, no Território do Norte, acompanhando o piloto e ex-colega, o capitão Henry Wrigley. A dupla partiu de Point Cook no dia 16 de novembro e chegou a Darwin a 12 de dezembro, tendo percorrido 4500 quilómetros em quarenta e sete horas de voo. Eles voaram num monomotor Royal Aircraft Factory B.E.2 sem rádio, sobre terrenos não mapeados e muitas vezes perigosos, e pesquisaram dezassete possíveis locais de aterragem ao longo da jornada. Murphy e Wrigley foram premiados com a Cruz da Força Aérea em reconhecimento ao seu feito. Tal era o perigo percebido da expedição que, enquanto faziam os preparativos para o voo de volta, eles receberam um telegrama do Departamento de Defesa ordenando-lhes que desistissem, colaborassem para que o B.E.2 fosse desmontado e enviado de volta, e eles próprios viajassem para o sul num navio a vapor.

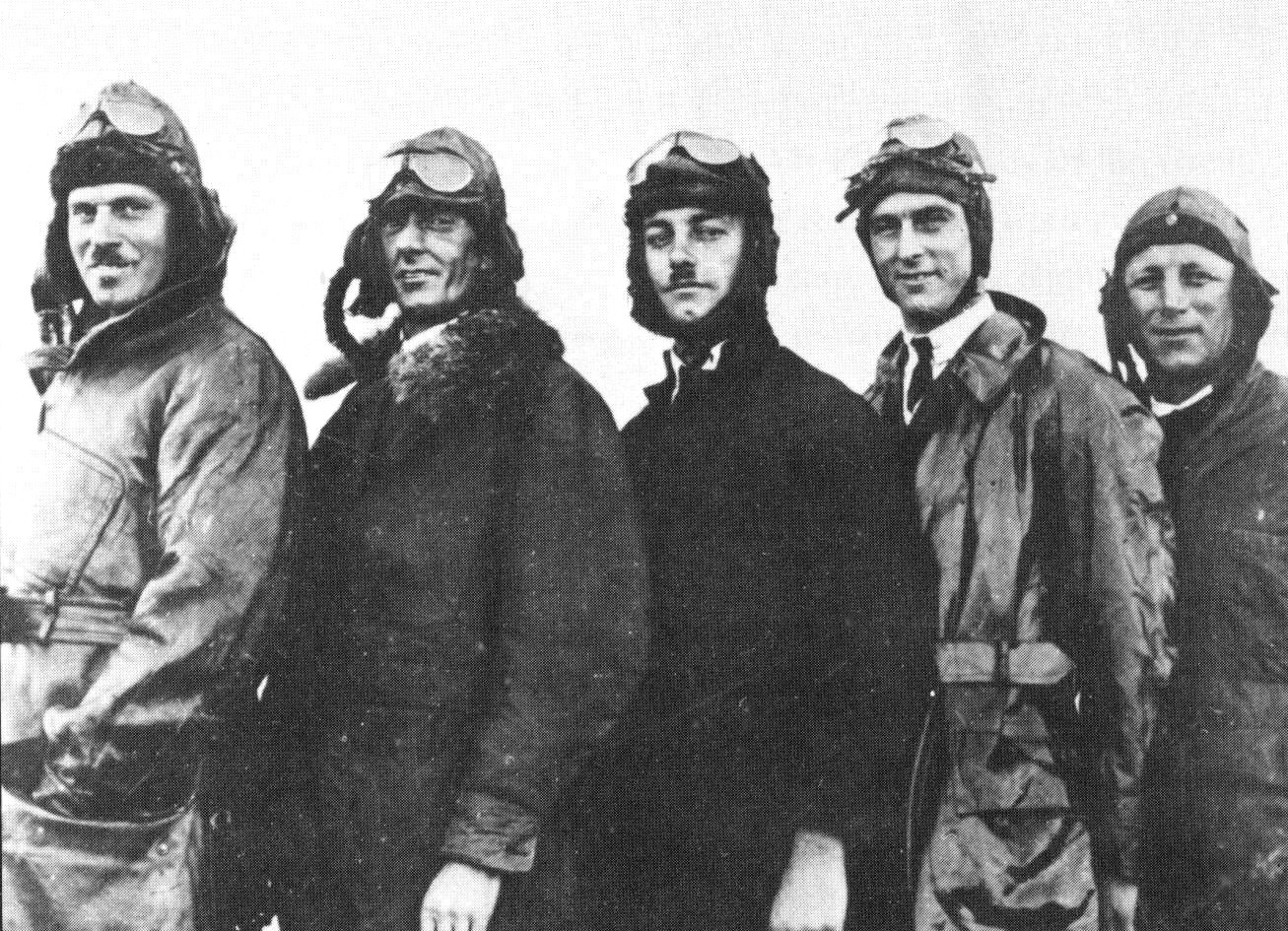
Oficial de voo Murphy (primeiro à direita) com membros do Esquadrão N.º 3 na base aérea de Richmond, 1925

Após a dissolução do AFC durante a guerra, Murphy foi transferido para o ramo sucessor, o Australian Air Corps, no dia 1 de janeiro de 1920. Meses mais tarde, a 31 de março de 1921, ele juntou-se à recém-criada Real Força Aérea Australiana (RAAF) como o seu primeiro aviador, literalmente "Airman N.º 1" (em português: Aviador N.º 1) de acordo com os documentos. Apelidado de "Spud", e descrito como "imensamente capaz e popular", ele foi comissionado como oficial de voo em setembro de 1921. No ano seguinte, Murphy casou-se com Alicia Shoebridge na Igreja Presbiteriana Erskine em South Carlton, Melbourne, a 17 de outubro; o casal teve dois filhos e uma filha. Em julho de 1925, ele foi um dos pilotos fundadores do recém-reformado Esquadrão N.º 3 sob o comando do tenente de voo Frank Lukis, quando esta também se tornou a primeira unidade aérea a ser colocada na recém-inaugurada Base aérea de Richmond, em Nova Gales do Sul. Promovido a tenente de voo, Murphy foi colocado na Secção Experimental da RAAF sob o comando do comandante de asa (mais tarde Sir) Lawrence Wackett em novembro de 1926. No ano seguinte, ele participou num voo de pesquisa à volta da Austrália sob o comando do Chefe do Estado-Maior da Aeronáutica, o comandante de asa (mais tarde marechal do ar Sir) Richard Williams.
Promovido a líder de esquadrão, Murphy recebeu o comando temporário do Depósito de Aeronaves N.º 1 da RAAF na Base aérea de Williams, em Victoria, nos primeiros meses de 1933. Posteriormente, assumiu o comando das oficinas da unidade. No final de 1935, ele foi responsável por modificar especialmente um Westland Wapiti e um de Havilland Gipsy Moth para as condições adversas da Antártida, de modo a permitir que uma equipa da força aérea liderada pelo tenente de voo (mais tarde capitão de grupo) Eric Douglas, juntamente com o oficial de voo (mais tarde marechal do ar Sir) Alister Murdoch, pudesse resgatar o explorador Lincoln Ellsworth que se presumia perdido numa viagem pelo continente. Em 1936, Murphy foi selecionado para se juntar a Wackett numa missão para investigar a produção de aeronaves no estrangeiro com o objetivo de estabelecer unidades de construção locais. A equipa determinou que a aeronave North American NA-16 era a mais adequada para iniciar uma indústria de construção aeronáutica australiana; após o teste com um protótipo, designado NA-33, o projeto entrou em produção em janeiro de 1939 como CAC Wirraway. Murphy foi promovido a comandante de asa em novembro de 1936 e nomeado comandante do Depósito de Aeronaves N.º 1 em janeiro de 1938.

## Segunda Guerra Mundial e aposentadoria

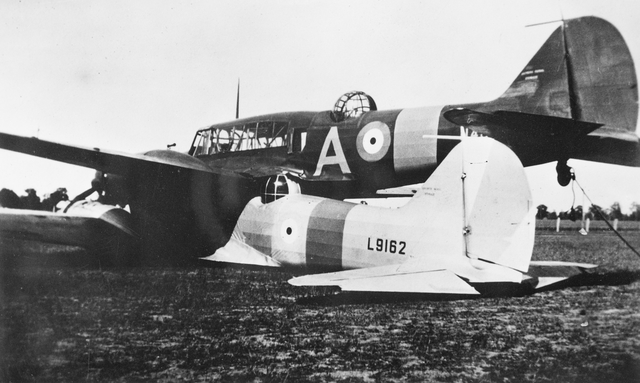
Consequências da colisão aérea de Brocklesby em setembro de 1940, que Murphy investigou como Inspetor de Acidentes Aéreos da RAAF

Murphy continuou a desempenhar um papel de liderança na manutenção e produção de aeronaves durante a Segunda Guerra Mundial. Em 1939 ajudou a estabelecer as Fábricas de Aeronaves do Governo e a fabricação local do bombardeiro torpedeiro Bristol Beaufort. Após terminar o período de comando como comandante do Depósito de Aeronaves N.º 1, foi promovido a capitão do grupo e nomeado Inspetor de Acidentes Aéreos em junho de 1940. O cargo recém-criado reportava-se diretamente ao Chefe do Estado-Maior da Aeronáutica. O vice de Murphy era o oficial de voo (mais tarde Sir) Henry Winneke, que classificou o ambiente de trabalho com o seu chefe como "excitante". Murphy era, de acordo com Winneke, "um produto da velha escola de aviadores que não só conseguia pilotar um avião, mas também desmontá-lo e montá-lo novamente", geralmente "amável", mas que "poderia agir de forma rude quando a ocasião assim o exigia". Apesar de ser pequena, a inspetoria conseguiu reduzir o número de acidentes mesmo com a rápida expansão do treino aéreo com a participação da Austrália no Esquema de Treino Aéreo do Império. Murphy liderou a investigação sobre o desastre aéreo de Canberra em agosto de 1940 e a colisão aérea de Brocklesby que ocorreu no mês seguinte.
A RAAF formou o Grupo N.º 4 (Manutenção) em setembro de 1942 para coordenar os esforços das unidades de manutenção em Victoria, Austrália Meridional e Tasmânia, e Murphy foi nomeado o seu comandante inaugural, tendo ocupado o cargo até ao final da guerra. Em julho de 1943 ele foi promovido a comodoro temporário. Em 1945, ele havia passado da idade legal de aposentadoria para o seu posto de comandante de asa, e foi sumariamente dispensado da RAAF, juntamente com vários outros homens seniores e veteranos da Primeira Guerra Mundial, incluindo Wrigley e Williams, de modo a abrir caminho para o avanço de oficiais mais jovens e igualmente capazes. Dispensado da força aérea no dia 10 de janeiro de 1946, Murphy foi posteriormente eleito membro da Royal Aeronautical Society. Ele morreu de doença cardíaca em Essendon, Melbourne, a 21 de abril de 1963, aos setenta e um anos. Sobrevivido pelos seus filhos, Murphy foi cremado em Fawkner, Victoria.